# Pierdonato Cesi (Kardinal, 1583)
Pierdonato Cesi (der Jüngere) (* um 1585 in Rom; † 30. Januar 1656 ebenda) war ein italienischer Kardinal.

## Leben
Pierdonato Cesi war der Sohn des Federico Cesi, Herr von Oliveto Sabino, und dessen Ehefrau Pulcheria Orsini. Weitere Kardinäle aus derselben Familie waren Paolo Emilio Cesi, Federico Cesi, Pierdonato Cesi seniore und Bartolomeo Cesi.
Seine erste Bildung erfuhr er bei den Oratorianern des heiligen Philipp Neri, später erlangte er einen Doktor des Rechts. Ihm wurden drei wohlhabende Abteien als Pfründe verliehen und er wurde zum Referendar an den Gerichtshöfen der Apostolischen Signatur bestellt. Am 8. April 1615 wurde er Apostolischer Protonotar de numero participantium und 1625 Kleriker der Apostolischen Kammer. Vom 2. Januar 1627 bis 1630 war er Gouverneur von Civitavecchia, 1634 wurde er Generalschatzmeister Seiner Heiligkeit.
Papst Urban VIII. kreierte ihn im Konsistorium vom 16. Dezember 1641 zum Kardinal. Als Kardinalpriester empfing er den roten Hut und San Marcello als Titelkirche am 10. Februar 1642. 1643 war er legatus a latere in Perugia und erhielt die päpstliche Erlaubnis, die durch den spanischen König ausgesprochene Ernennung zum Kanoniker der Kathedrale von Toledo anzunehmen. Pierdonato Cesi war Teilnehmer des Konklave 1644, das Papst Innozenz X. wählte. Vom 9. Januar 1651 bis zum 8. Januar 1652 war er Kämmerer des Heiligen Kardinalskollegiums. Er war Teilnehmer des Konklave 1655, aus dem Alexander VII. als Papst hervorging.
Pierdonato Cesi starb in seinem römischen Palazzo bei San Marcello und wurde in der Kirche Santa Prassede beigesetzt.